# Khu ủy Khu tự trị Nội Mông Cổ
Khu ủy Khu tự trị Nội Mông Cổ là khu ủy của Đảng Cộng sản Trung Quốc tại Khu tự trị Nội Mông Cổ. Bí thư Khu ủy là chức vụ cấp cao nhất trong khu vực. Bí thư hiện tại là Tôn Thiệu Sính lên thay Thạch Thái Phong vào ngày 30 tháng 4 năm 2022.

## Lịch sử
Tháng 7 năm 1947, Ủy ban Trung ương Đảng Cộng sản Trung Quốc đã phê chuẩn việc thành lập Khu ủy Khu tự trị Nội Mông Cổ.

## Tổ chức
Tổ chức của Khu ủy Khu tự trị Nội Mông Cổ bao gồm:
- Văn phòng Khu ủy Khu tự trị Nội Mông Cổ

### Ban chuyên môn
- Ban Tổ chức
- Ban Tuyên truyền
- Ban Công tác Mặt trận Thống nhất
- Ủy ban Chính trị và Pháp luật

### Văn phòng Khu ủy
- Văn phòng Nghiên cứu Chính sách
- Văn phòng Ủy ban An ninh Quốc gia
- Văn phòng Ủy ban Sự vụ Không gian mạng
- Văn phòng Ủy ban Đối ngoại
- Văn phòng Ủy ban Tổ chức Thể chế
- Văn phòng Ủy ban Phát triển Hợp nhất Quân - Dân
- Văn phòng Nhóm Lãnh đạo Công tác Thanh tra
- Cục Cán bộ Cựu chiến binh

### Cơ quan biệt phái
- Ủy ban Công tác Cơ quan Trực thuộc Khu ủy Khu tự trị Nội Mông Cổ

### Tổ chức trực thuộc Khu ủy
- Trường Đảng Nội Mông Cổ
- Nội Mông Cổ nhật báo
- Viện Xã hội Chủ nghĩa Nội Mông Cổ
- Phòng Nghiên cứu Lịch sử Đảng
- Cục Lưu trữ Khu tự trị Nội Mông Cổ

## Lãnh đạo

### Khu ủy qua các thời kỳ
Ban Chấp hành Khu ủy khóa IX (tháng 11 năm 2011–tháng 11 năm 2016)
- Bí thư: Hồ Xuân Hoa (đến tháng 12 năm 2012), Vương Quân (tháng 12 năm 2012–tháng 8 năm 2016), Lý Kỷ Hằng (từ tháng 8 năm 2016)
- Phó Bí thư: Bagatur (đến tháng 3 năm 2016), Lý Giai, Bố Tiểu Lâm (từ tháng 3 năm 2016)
- Thường ủy viên: Hồ Xuân Hoa (đến tháng 12 năm 2012), Bagatur (đến tháng 3 năm 2016), Lý Giai, Lưu Chí Cương (đến tháng 12 năm 2012), Phan Dật Dương (đến tháng 9 năm 2014, bị điều tra vì vi phạm kỷ luật nghiêm trọng), Trương Lực (đến tháng 10 năm 2016), Ô Lan (đến tháng 10 năm 2016), Lý Bằng Tân (đến tháng 9 năm 2016), Phù Thái Tăng (đến tháng 11 năm 2016), Vương Tố Nghị (đến tháng 6 năm 2013, bị điều tra vì vi phạm kỷ luật nghiêm trọng), Tào Chinh Hải (đến tháng 6 năm 2012), Nashun Menghe, Đỗ Tử (đến tháng 8 năm 2015), Vương Quân (Tháng 12 năm 2012–Tháng 8 năm 2016), Vương Trung Hòa (từ tháng 1 năm 2013), Dương Tuấn Hưng (Tháng 4 năm 2013–Tháng 11 năm 2016), Bố Tiểu Lâm (từ tháng 1 năm 2014), Lưu Huệ (Tháng 1 năm 2016–Tháng 9 năm 2016), Trương Viện Trung (từ tháng 1 năm 2016), Lý Kỷ Hằng (từ tháng 8 năm 2016), Trương Kiến Dân (từ tháng 10 năm 2016), Tăng Nhất Xuân (từ tháng 10 2016), Lưu Kỳ Hoàn (từ tháng 10 2016), Vương Lị Hà (từ tháng 10 2016)

Ban Chấp hành Khu ủy khóa X (Tháng 11 năm 2016–Tháng 11 năm 2021)
- Bí thư: Lý Kỷ Hằng (đến 25 tháng 10 năm 2019), Thạch Thái Phong (từ 25 tháng 10 năm 2019)
- Phó Bí thư: Bố Tiểu Lâm (đến tháng 7 năm 2021), Lý Giai (đến tháng 3 năm 2018), Lâm Thiếu Xuân (từ tháng 3 năm 2019), Vương Lị Hà (từ tháng 7 năm 2021)
- Thường ủy viên: Trương Kiến Dân (đến tháng 7 năm 2018), Vương Lị Hà, Tăng Nhất Xuân (đến tháng 2 năm 2019), Lưu Kỳ Hoàn (đến tháng 11 năm 2021), Trương Viện Trung (đến tháng 1 năm 2020), Vân Quang Trung (đến tháng 6 năm 2019, đang bị điều tra vì vi phạm kỷ luật nghiêm trọng), Tống Lượng (đến tháng 3 năm 2017), Bạch Ngọc Cương (đến tháng 7 năm 2021), La Vĩnh Cương (đến tháng 4 năm 2019), Lý Kiệt Tường (tháng 5 năm 2017–tháng 9 năm 2019), Lãnh Kiệt Tùng (tháng 1 năm 2018–tháng 7 năm 2019), Mã Học Quân (tháng 7 năm 2018–tháng 7 năm 2020), Lâm Thiếu Xuân (từ tháng 3 năm 2019), Dương Vĩ Đông (từ tháng 3 năm 2019), Trương Thiều Xuân (từ tháng 5 năm 2019), Đoàn Chí Cường (từ tháng 12 năm 2019), Trương Ân Huệ (tháng 3 năm 2020–tháng 3 năm 2021), Mạnh Phàm Lợi (từ tháng 9 năm 2020), Mã Khánh Lôi (từ tháng 1 năm 2021), Mạnh Hiến Đông (từ tháng 5 năm 2021), Trịnh Hoằng Phạm (từ tháng 8 năm 2021), Đinh Tú Phong (từ tháng 8 năm 2021), Bao Cương (từ tháng 9 năm 2021), Lưu Sảng (từ tháng 11 năm 2021)

Ban Chấp hành Khu ủy khóa XI (tháng 11 năm 2021–)
- Bí thư: Thạch Thái Phong (đến 30 tháng 4 năm 2022), Tôn Thiệu Sính (từ 30 tháng 4 năm 2022)
- Phó Bí thư: Vương Lị Hà, Mạnh Phàm Lợi (đến tháng 4 năm 2022), Dương Vĩ Đông (từ tháng 7 năm 2022)
- Thường ủy viên: Lưu Sảng, Dương Vĩ Đông (Tháng 7 năm 2022–Tháng 10 năm 2024), Bao Cương, Trịnh Hoằng Phạm (Tháng 8 năm 2021–Tháng 2 năm 2025), Đinh Tú Phong, Mạnh Hiến Đông, Dương Tiểu Khang, Hoàng Chí Cường, Hudagula, Vu Lập Tân, Lý Ngọc Cương (từ tháng 9 năm 2022), Thời Quang Huy (từ tháng 10 năm 2024), Bao Hiến Hoa (từ tháng 2 năm 2024).